# Judith de Schweinfurt (-1058)
Pour les articles homonymes, voir Judith de Schweinfurt et Schweinfurth.
Judith de Schweinfurt (en tchèque : Jitka ze Schweinfurtu), née avant 1003 et morte le 2 août 1058, fut duchesse de Bohême par son mariage avec le duc Bretislav Ier.

## Famille
Judith est la fille du comte Henri de Schweinfurt († 1017), margrave de Nordgau, et de son épouse Gerberge d'Henneberg. Elle a été formée auprès du couvent bénédictin (Stella Petri) de Schweinfurt en Franconie.

## Union
Le duc Ulrich de Bohême, en conflit avec ses frères aînés Boleslav III et Jaromir, souhaite améliorer ses relations avec l'aristocratie germanique par un mariage prévu en 1020. Mais le seigneur n'avait qu'un fils illégitime, Bretislav, ce qui rendait difficile le projet. Selon la légende, le prince tombe amoureux de Judith à Schweinfurt et résolut le problème en enlevant la jeune femme de son couvent le 7 juillet 1021. Pendant une campagne contre les forces de Bolesław Ier de Pologne, le contingent bohémien conduit par Bretislav recouvre les villes de Moravie autrefois enlevées. 
Le couple se marie en 1029 à Olomouc en Moravie. Judith a donné naissance à cinq fils :
- Spytihněv II, duc de Bohême de 1055 à 1061 ;
- Vratislav II, prince d’Olomouc, duc de Bohême de 1061 à 1092 ;
- Conrad Ier, prince de Znojmo, duc de Bohême en 1092 ;
- Othon Ier dit le Beau, prince de Brno ;
- Jaromír[1], le dernier fils fut consacré à l’église et il recevra l'évêché de Prague à la mort de Sebir (Sévère) évêque  de  1030 à  1067[2].

## Exil?
Après la mort de Bretislav en 1055, Judith aurait été envoyée en Hongrie pour épouser Pierre de Hongrie. Toutefois Les historiens contemporains débattent de la validité des allégations de Cosmas de Prague quant au second mariage de Pierre avec la veuve de Bretislav de Bohême. Lisa Wolverton, traductrice de la chronique, suggère que Cosmas interpréta mal ses sources (qui décrivaient le mariage de Judith de Souabe avec le roi Salomon de Hongrie). Elle meurt en 1058 et est inhumée dans la cathédrale Saint-Guy de Prague.